# Huajayhuillca
Para la montaña al este de Waqay Willka, vea Urupampa.
Huajayhuillca (posiblemente del quechua waqay llorar, willka el árbol de Anadenanthera colubrina) es una montaña en la cordillera de Urubamba en los Andes de Perú, con una elevación de 5361 m (17589 pies). Se ubica en la región Cusco, Provincia La Convención, distrito de Huayopata, y en la provincia de Urubamba, distrito de Ollantaytambo. Huajayhuillca se encuentra al suroeste de la montaña Marconi.